# Calamus laevigatus
Calamus laevigatus är en enhjärtbladig växtart som beskrevs av Carl Friedrich Philipp von Martius. Calamus laevigatus ingår i släktet Calamus och familjen Arecaceae.

## Underarter
Arten delas in i följande underarter:
- C. l. laevigatus
- C. l. mucronatus
- C. l. serpentinus